# Flower Drum Song
Flower Drum Song é um filme norte-americano de 1961, do gênero comédia musical, dirigido por Henry Koster e estrelado por Nancy Kwan e James Shigeta.

## Notas sobre a produção

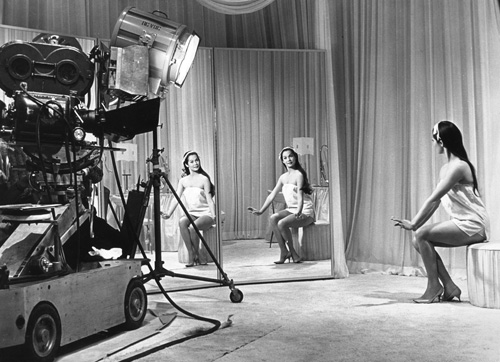
Nancy Kwan no set de filmagens

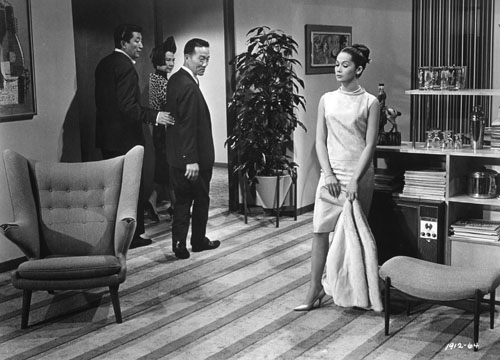
Jack Soo (à esquerda) e Nancy Kwan (à direita) em cena do filme